# Cincinnati Kid
Cincinnati Kid ist ein 1965 unter der Regie von Norman Jewison gedrehter Spielfilm mit Steve McQueen und Edward G. Robinson in den Hauptrollen. Im deutschsprachigen Raum lief er unter dem Titel Cincinnati Kid und der Pokerkönig im Kino. Der Film schildert das Poker-Duell zwischen einem alten Profi-Spieler und seinem jungen Herausforderer. Das Drehbuch basiert auf dem Roman Der Pokerkönig (Originaltitel: The Cincinnati Kid) von Richard Jessup.

## Handlung
Eric „Cincinnati Kid“ Stoner ist ein junger, aufstrebender und schon sehr erfolgreicher Poker-Profi. Gelegentlich gerät er in heikle Situationen, wenn er mit Gestalten aus der Halbwelt spielt und diese ausnimmt. Er will es in New Orleans mit dem Altmeister des Five Card Stud, Lancey Howard, aufnehmen. Sein Freund, der Kartengeber Shooter, warnt ihn allerdings vor Howards Fähigkeiten und erzählt ihm, wie Howard ihn „geschlachtet“ habe.
Shooter ist ein Versager, der mit der jüngeren und attraktiven Melba verheiratet ist, die aus ihrer Verachtung für ihren Ehemann keinen Hehl macht. Stoner hat eine Beziehung mit der naiven Christian, die aus einer ländlichen Umgebung kommt.
Der reiche Wetter Slade erpresst Shooter, der beim großen Pokermatch als Kartengeber fungieren soll, Stoner gute Karten zu geben. Einerseits will Slade so Geld gewinnen, andererseits will er sich an Howard rächen.
Während des großen Matches quartieren sich die Spieler in einem Hotel in New Orleans ein, wo Melba in einer Spielpause mit Stoner schläft. Christian überrascht die beiden und verlässt wütend das Hotel.
Shooter betrügt während des Spiels und gibt Stoner gute Karten. Als dieser das mitbekommt, sorgt er dafür, dass Shooter seine Aufgabe verliert, da er ehrlich gewinnen will. Als alle anderen Mitspieler der Pokerrunde bereits geschlagen sind, kommt es zum Showdown zwischen Stoner und Howard. Der wesentlich ältere Howard wirkte während des Spiels etwas angeschlagen, Stoner hat einen guten Lauf und geht ein höheres Risiko ein. Als er ein sehr gutes Blatt hat, setzt er alles und verliert. Howard sagt ihm, solange er selbst im Geschäft sei, werde Kid immer nur Zweiter sein, und übernimmt großzügig die Rechnung für alle Zuschauer.
Stoner ist nicht nur finanziell, sondern auch emotional und körperlich geschlagen und schleicht aus dem Hotel, wo er sogar noch das Münzwurfspiel gegen einen Straßenjungen verliert. Christian hat vor dem Hotel auf ihn gewartet und vergibt ihm. Stoner schließt sie in die Arme.

## Hintergrund
Zunächst hatte Sam Peckinpah damit begonnen, den Film zu drehen. Es kam jedoch zu einem Streit zwischen ihm und dem Produzenten Martin Ransohoff, woraufhin Peckinpah die Dreharbeiten abbrach. Unter anderem sollte Spencer Tracy die Rolle von Edward G. Robinson übernehmen. Außerdem wollte er, dass die junge Schauspielerin Sharon Tate eine Nacktszene spielt. Nach Peckinpahs Rückzug kam auch Tate nicht mehr in den Film zurück.
In ihrem Duell spielen Stoner und Howard Five Card Stud. Im entscheidenden Spiel wird Stoners Full House (mit Assen und Zehnen) von einem Straight Flush Howards überboten. Die Wahrscheinlichkeit dieser Kartenverteilung beträgt etwa 1 || 45 Millionen.
Cincinnati Kid ist die erste Arbeit als Filmeditor von Hal Ashby, der später selbst ein wichtiger Regisseur des New Hollywood wurde.
Das Titellied The Cincinnati Kid wird von Ray Charles gesungen.
In der deutschsprachigen Synchronisation ist der Rollenname Christian (englisch ausgesprochen) in Christine (deutsch ausgesprochen) geändert worden.

## Synchronisation
| Schauspieler       | Rolle                           | Synchronsprecher      |
| ------------------ | ------------------------------- | --------------------- |
| Steve McQueen      | Eric Stoner, The Cincinnati Kid | Michael Chevalier     |
| Edward G. Robinson | Lancey Howard                   | Alfred Balthoff       |
| Ann-Margret        | Melba Nile                      | Marianne Lutz         |
| Karl Malden        | Shooter                         | Rolf Schult           |
| Tuesday Weld       | Christian Rudd                  | Maria Körber          |
| Jack Weston        | Pig                             | Gerd Duwner           |
| Rip Torn           | William Jefferson Slade         | Gert Günther Hoffmann |

## Kritiken
Das Lexikon des internationalen Films befand, dass der Film „[d]ank guter Darstellung und dichter Atmosphäre eine interessante Milieu- und Charakterstudie“ sei. Laut Prisma Online zeige Regisseur Norman Jewison „in dieser kammerspielartigen Inszenierung ein packendes, atmosphärisch dichtes Porträt besessener Spieler“.
Michael Denks urteilte auf Zelluloid.de: „Norman Jewison hat eine fesselnde Studie über die Spielernatur inszeniert, Steve McQueen brilliert mittels seiner Minimalistik in der Darstellung als undurchschaubares Poker Ass, während sein Gegenüber, Edward G. Robinson überlegen und erfahren seine Gelassenheit dagegen setzt. Umrahmt wird das Duell von einer überzeugend authentischen Atmosphäre, dramatisiert durch eine optisch kreative Kameraführung, das Spiel durch gut besetzte Nebenrollen im Niveau bestmöglich gehalten.“
Howard Thompson schrieb seinerzeit in der New York Times: „Herr Robinson ist still, präzise und tödlich – alles mit seinen Augen.“
Paul Sherman von Turner Classic Movies meinte: „Helden werden nicht mehr cooler als Steve McQueen, alte Profis nicht mehr professioneller als Edward G. Robinson, und Starlets nicht mehr reizender als Ann-Margret und Tuesday Weld. Sie sind alle hier, in Bestform.“
Filmstarts.de merkte wiederum an: „Eine Erwähnung verdient auch Karl Malden als Shooter, der den vielschichtigsten Charakter im Ensemble mimen darf.“
Cinema konstatierte, dass Cincinnati Kid der „Royal Flush unter den Zockerfilmen“ sei.
Mike Sutton lobte bei DVD Times Norman Jewison, Hal Ashby, Terry Southern, Karl Malden, Rip Torn, Joan Blondell, Jack Weston, Cab Calloway, Ann-Margret, Tuesday Weld, Steve McQueen und Edward G. Robinson für ihre Leistungen. Travis Mackenzie Hoover hielt bei Film Freak Central fest, wie Ann-Margret beim Puzzlespiel schummelt, „muss man einfach gesehen haben“ (you had to be there). Noel Murray bemerkte beim A. V. Club genau eine Schweißperle, die an Steve McQueen am Ende zu erkennen sei (when a single bead of sweat finally creases his face).

## Auszeichnungen
Golden Globe Awards 1966
- Nominierung in der Kategorie Best Supporting Actress für Joan Blondell

Laurel Awards 1966
- 2. Platz Golden Laurel in der Kategorie Supporting Performance, Male für Edward G. Robinson

National Board of Review 1966
- NBR Award in der Kategorie Best Supporting Actress für Joan Blondell

## Heimkino-Veröffentlichung
Eine erste Heimkino-Veröffentlichung gab es bereits im Jahre 1981 von der UFA im damaligen gängigen Super-8-Format, konfektioniert auf 3 × 110 m Color Tonfilmen mit deutschem Magnetton, was eine Schnittfassung von ca. 50 Minuten darstellte, zum seinerzeitigen unverbindlichen Ladenpreis von 149,-- DM pro Rolle.

## DVD-Veröffentlichung
- Cincinnati Kid. Warner Home Video 2005